# Hatteng
Hatteng est une localité du comté de Troms, en Norvège.

## Géographie
Administrativement, Hatteng fait partie de la kommune de Storfjord.